# PTE Általános Orvostudományi Kar
A Pécsi Tudományegyetem Általános Orvostudományi Kar jogelődje a Pécsi Orvostudományi Egyetem (POTE), mely 1951. február 1-től 1999. december 31-ig önálló intézményként működött. 2000. január 1-től a felsőoktatási integráció keretében a Janus Pannonius Tudományegyetem (JPTE) és a POTE Pécsi Tudományegyetem néven egyesült, így a pécsi medikusképzés önálló intézménye megszűnt; az orvosképzés a PTE Általános Orvostudományi Karán (PTE ÁOK) folytatódott.

## A kar eddigi dékánjai
Nyitrai Miklós: 2018–jelen
Miseta Attila: 2010–2018
Németh Péter: 2006–2010
Sümegi Balázs: 2003–2006
Fischer Emil: 2000–2002

## A kar története

### Pécsi Orvostudományi Egyetem (POTE)

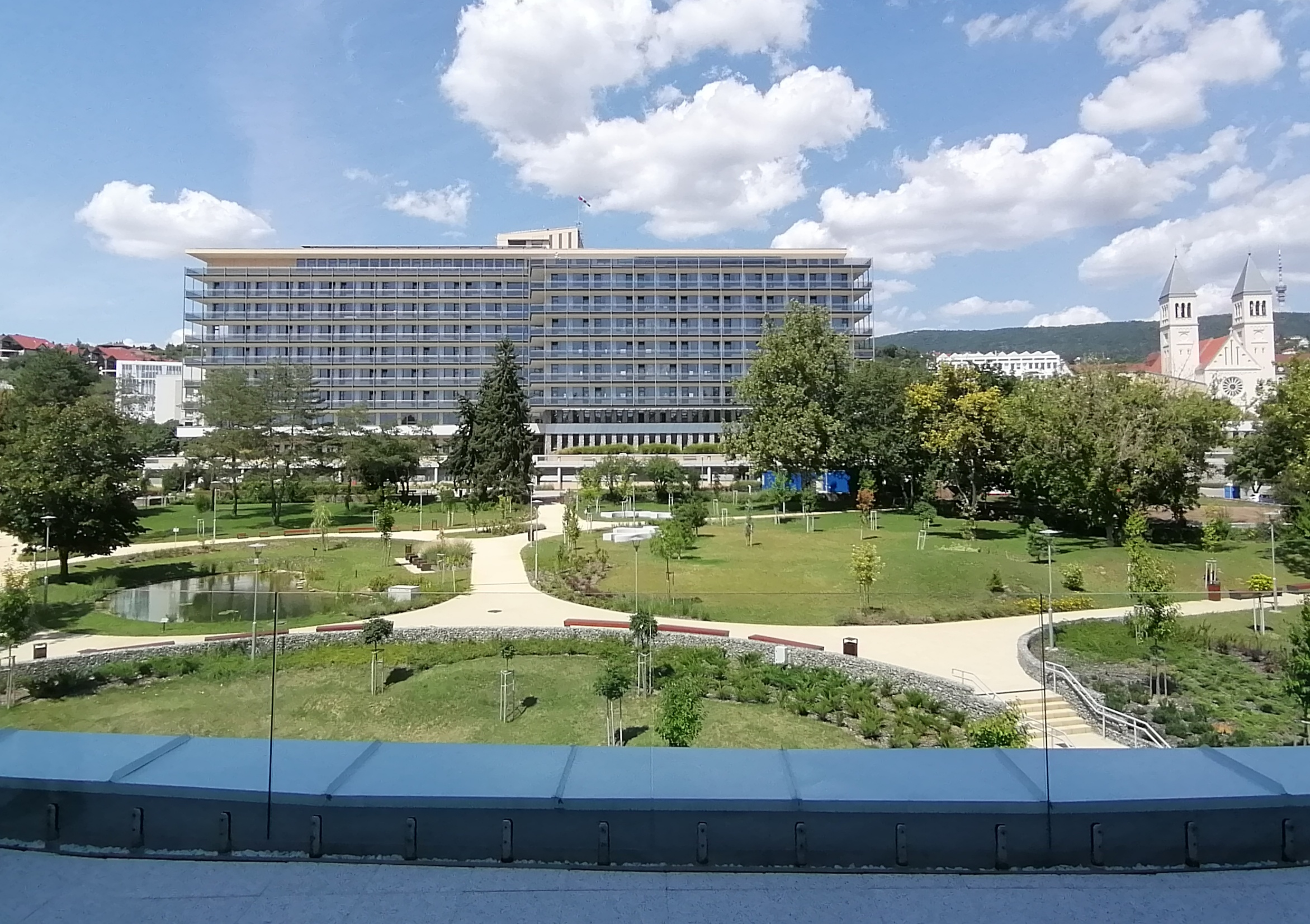
400-ágyas klinika

A POTE történeti elődje az 1912. június 7-én szentesített törvénnyel Pozsonyban felállított Magyar Királyi Erzsébet Tudományegyetem, illetve annak az 1918. április 14-én megalakult orvosi kara. Az egyetem és a kar a következő évben a koronázó városból menekülni volt kénytelen, és mintegy fél évtizedes fővárosi bolyongás után érkezett a Mecsek aljára. Az oktatás az 1923. október 14-i hivatalos tanévnyitóval kezdődött, olyan professzori karral, amelynek a fele akadémikus volt.
Az orvosegyetem életében az első nagy, átfogó fejlesztési tervek az 1950-es években készültek, ezek alapján jött létre a 400 ágyas klinikai tömb (1966) és a központi épület (1970). Az 1973/74-es tanévben indult meg a fogorvosképzés 25 fővel, majd egy évtizeddel később az angol nyelvű orvosképzési program, tucatnyi országból, 36 fővel. A POTE 1990-ben vált két karú intézménnyé az egészségügyi főiskolai képzés indításával.

### PTE Általános Orvostudományi Kar
2000. január 1-én a POTE egyesült a Janus Pannonius Tudományegyetemmel és a szekszárdi Illyés Gyula Tanárképző Főiskolával, és létrejött a tíz karú Pécsi Tudományegyetem. Azóta a pécsi orvosképzés a PTE Általános Orvostudományi Karán zajlik.
2004-ben a rajtolt a német nyelvű orvosképzés, 2006-ban pedig angol nyelvű fogorvos, míg 2009-ben az angol nyelvű gyógyszerészeti képzés.
A Pécsi Tudományegyetem Általános Orvostudományi Karán (PTE ÁOK) belül folyik az orvosi biotechnológia mesterképzés, amely hazánkban az elsők között indult. Az akkreditációs folyamat 2009-ben kezdődött, 2010-ben pedig hat fővel megkezdődött maga a képzés – itthon máig egyedülálló módon – kizárólag angol nyelven.
2012. június 27-én ünnepélyes keretek között került sor a Pécsi Tudományegyetem Szentágothai János (Science Building) Kutatóközpontjának átadására.
A 2016. január 1-én megalakult önálló Gyógyszerésztudományi Kart hét intézet alkotja.
2016. március 1-én adta át a Pécsi Tudományegyetem két új oktatási központját Ónodi-Szűcs Zoltán egészségügyért felelős államtitkár, Bódis József, a Pécsi Tudományegyetem (PTE) rektora, és Miseta Attila, a PTE Általános Orvostudományi Kar (ÁOK) dékánja. A Dr. Entz Béla Klinikai Oktatási Központ az elméleti, a Szimulációs Oktatási Központ (MediSkillsLab) a gyakorlati tudás megszerzésében nyújthat hatalmas segítséget a pécsi orvoskar hallgatóinak.

#### Új, ultramodern elméleti tömb

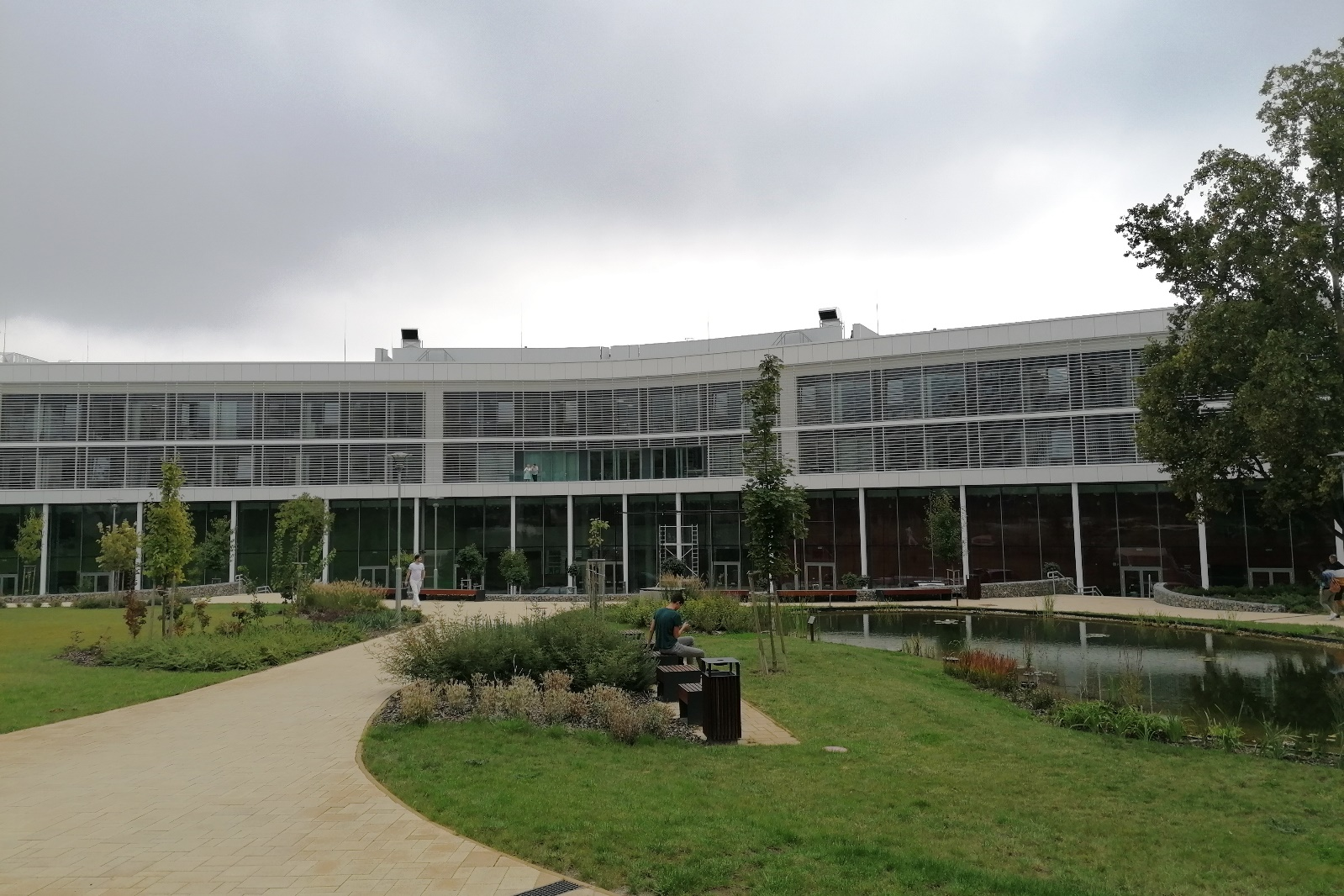
PTE ÁOK új elméleti tömbje

2021. szeptember 5-én délelőtt átadták a Pécsi Tudományegyetem Általános Orvostudományi Kar (PTE ÁOK) több mint 14 milliárd forintból megépült új oktatási és kutatási épületszárnyát, melyhez a forrást a Modern Városok Program biztosította. A nagy múltú pécsi orvoskar főépülete egy új, 12 000 m²-es szárnnyal bővült, amely a legmodernebb technológiai újításokkal az eddigieknél is magasabb szintű elméleti és klinikai oktatási környezetet biztosít a hallgatók és az oktatók, kutatók számára.
Az új épületszárny a PTE Modern Városok Program keretében zajlott fejlesztéseinek „zászlóshajója” volt, mind méretét, mind értékét tekintve ez volt a legnagyobb volumenű beruházás. A fejlesztésnek köszönhetően 40%-kal bővültek a kar oktatásra és kutatásra szánt terei. Az új szárnyban négy nagyelőadó és 34 szemináriumi terem szolgálja az oktatási és tanulási feltételeket, és immár a legmodernebb orvosi csúcstechnológia biztosítja a képzés hátterét.

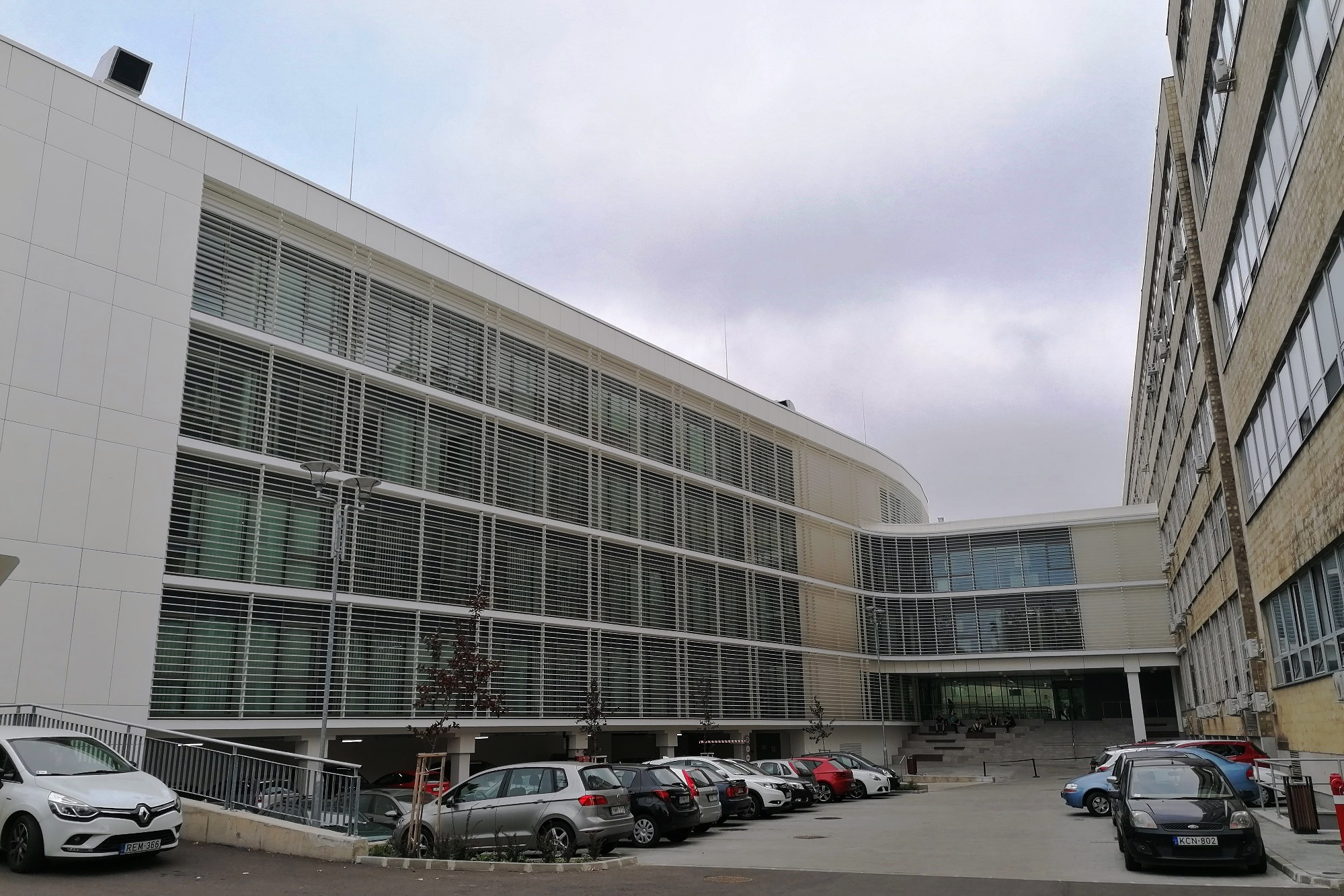
A két elméleti tömb találkozása

A régi elméleti tömbből négy intézet költözik át az új szárnyba. A szintenkénti ún. „open lab” (nyitott terek) architektúra, és az épület kialakítása funkcióját tekintve nóvumnak számít. Emellett megújult a 10 000 m²-es park is az épületszárny szomszédságában, amely növényeivel, korszerű burkolatrendszerével és köztéri bútoraival, mesterséges tavával csodálatos közösségi teret biztosít a hallgatók számára. Elsősorban az oktatók, kutatók számára jó hír, hogy 254 új parkolóhelyet alakítottak ki a parkolási nehézségek enyhítése érdekében. A hallgatók közül nagyon sokan kerékpáron közlekednek a városban, nem véletlen, hogy 160 új biciklitárolóhely is létesült.
A pécsi orvoskar új épülettömbjének kialakításában a generáltervező TSPC szakemberei komplex megoldásokat mutattak annak összehangolására, hogy az oktatási területek (szemináriumi termek, nagyelőadók, közösségi terek) és a kutatás terei (laboratóriumok, izolálható lépcsőházak, zsilipek és felvonók, vizsgálók és teszttermek) egymással összhangban, építészeti megoldásokkal egymás mellé fűzve valósulhassanak meg. Az épület felelős tervezője Kádár Mihály, építész tervezője Kisgergely Csaba és Sebestyén Péter voltak.
2024. szeptember 20-án tartották a pécsi orvoskar új elméleti és oktatási tömbjének hivatalos névadóját, valamint szobrot is avattak dr. Grastyán Endre nemzetközileg is elismert tudós, idegfiziológus emlékére, születésének 100. évfordulója alkalmából. A kar 2023. januárban országos, anonim szoborpályázatot hirdetett olyan szobor megmunkálására, amely méltón állít emléket dr. Grastyán Endre személyének, tudományos, oktatói tevékenységének. A pályázatot a Magyar Képzőművészeti Egyetem Vizuális Művészet Tanszékének oktatója, dr. Orosz Klára nyerte. A Théta elnevezésű alkotás az új elméleti és oktatási tömb előtti közösségi parkban kapott helyet.

#### Fogászati Oktatási Központ
2022. március 3-án ünnepélyes keretek között adták át a Pécsi Tudományegyetem új Fogászati Oktatási Központját. A 2750 négyzetméter hasznos alapterületű, ötszintes létesítmény az orvoskar épületével szemben épült fel a Széchenyi 2020 program keretében, közel 2,7 milliárd forintból.
A Pécsi Tudományegyetem vezetése 2017-ben egy új épület felépítéséről döntött a Tüzér utcai helyszínen, részben azért, hogy a tervezett létesítmény a pécsiek számára könnyebben elérhető legyen, részben pedig azért, hogy a gyakorlati és elméleti orvosképzés helyszínei minél közelebb kerüljenek egymáshoz. Az új épületben éves szinten mintegy 46 ezer beteget gyógyítanak, és több mint hatszáz hallgató oktatása zajlik. A 2022 nyarától teljes kapacitással üzemelő új létesítményt nemcsak gyalogosan, közösségi közlekedéssel és kerékpárral lehet könnyen megközelíteni, de közforgalmi parkoló is segíti az épület személygépkocsi-forgalmát.
A közel háromezer négyzetméteres, ötszintes épület a fogászati ellátás és gyakorlati képzés teljes spektrumát megjeleníti. A fogorvosképzés gerincét a több mint 60 korszerű fogászati munkaállomás biztosítja, ami egy körpanorámás elrendezésben öleli körbe szintenként a középső közlekedőt és a betegvárót. Az épület legfelső szintjét a hallgatói, kutatói, oktatói és adminisztrációs terek foglalják el, valamint a közösségi életet támogató panorámaterasz.

#### Skill labor megújulása
A Pécsi Tudományegyetem Általános Orvostudományi Karának korábbi Szimulációs Oktatási Központja 280 négyzetméteren működött 2015 óta. 2023. novemberében záruló projekt eredményeként a nevében is megújult Orvosi Készségfejlesztő és Innovációs Központ hasznos alapterülete több mint hatszorosára, 1700 négyzetméterre bővült. A beruházás bruttó összértéke meghaladja a 2 milliárd forintot, a projekt európai uniós pályázat keretében valósult meg. Az új központot 2023. november 20-án adták át.
A központ elsődleges feladata a graduális és posztgraduális képzésben résztvevő orvostanhallgatók, orvosok, valamint az egészségtudományi képzésben résztvevők manuális és kommunikációs készségeinek a fejlesztése, és ezzel a klinikai oktatási programok teljes körű támogatása. Kialakítottak egy olyan tanműtőt, melyben oktatási vagy demonstrációs célzattal, valós orvosi eszközökkel végeznek oktató műtéteket. A tanműtő komoly szerepet játszik majd az orvostudományi vonatkozású kutatás-fejlesztési és innovációs projektekben is. Újdonság a virtuális és kiterjesztett valóság (VR/AR) technológiáit is felvonultató tanlabor, ahol a legfejlettebb megjelenítő eszközök segítségével valósul meg az egészségtudományi és az orvosi képzés.

#### Déli Park
2024 tavaszán kezdetét vette a PTE Általános Orvostudományi Kar déli, a Szigeti útra néző parkjának felújítása, mely során több mint 11 ezer négyzetméternyi terület bújt új köntösbe, nyitott köztérré formálva a régi elméleti tömb előtti részt, mely egyszerre simul bele a városképbe és harmonizál a régi tömb tervezett új arculatával.
2025. május 19-én ünnepélyes keretek között adtak át a megújult Déli Parkot. Három szakaszban, 927 millió forint egyetemi forrásból valósult meg a projekt. Elbontották a campust a Szigeti út felől határoló kerítést, áthelyezték a területen található parkolót, megújultak a zöldterületek. A területen épült elegáns gyalogos sétány egy ligetes parkon keresztül vezet a pécsi orvosképzőhöz. A munkálatok során időtálló, szépen öregedő kőburkolatot és szegélyeket használtak, melyek harmonizálnak az orvoskar régi elméleti tömbjének épületével, annak patinájával és szellemiségével. A parkot egy egyedi, "Pécsi Tudományegyetem Általános Orvostudományi Kar" feliratú mellvédfal is díszíti.

#### A karon működő intézetek és tanszékek
A karon 20 elméleti intézet található.
| Intézet                                              | Tanszék |
| ---------------------------------------------------- | --- |
| Alapellátási Intézet                                 | Hospice-Palliatív Tanszék Foglalkozás- és Munkaegészségügyi Tanszék Családorvostani Tanszék                 |
| Anatómiai Intézet                                    | |
| Bioanalitikai Intézet                                | Orvosi Statisztika és Informatika Tanszék                                                                   |
| Biofizikai Intézet                                   | |
| Biokémiai és Orvosi Kémiai Intézet                   | Orvosi Biokémiai Tanszék Pathobiokémiai Tanszék Analitikai Kémiai Tanszék Orvosi Kémia (nem önálló) Tanszék |
| Cochrane Magyarország Tanszék                        | |
| Egészségügyi Nyelvi és Kommunikációs Intézet         | |
| Élettani Intézet                                     | |
| Farmakológiai és Farmakoterápiai Intézet             | Gyógyszeres Terápia Tanszék Toxikológiai Tanszék Farmakoinformatikai nem önálló Tanszék                     |
| Igazságügyi Orvostani Intézet                        | Igazságügyi Genetikai Tanszék Toxikológiai Tanszék                                                          |
| Magatartástudományi Intézet                          | Nem-önálló Klinikai Magatartástudományi Tanszék                                                             |
| Nano-Bioimaging Központ                              | |
| Orvosi Biológiai Intézet                             | |
| Orvosi Készségfejlesztő és Innovációs Központ - OKIK | |
| Orvosi Népegészségtani Intézet                       | Epidemiológiai és Népegészségtani Tanszék Környezetegészségtani Tanszék                                     |
| Preklinikai Kutatási Központ                         | |
| Sportmedicina Tanszék                                | |
| Testnevelés- és Mozgásközpont                        | |
| Transzdiszciplináris Kutatások Intézete              | |
| Transzlációs Medicina Intézet                        | Kórélettan Tanszék Termofiziológia Intézeti (nem önálló) Tanszék                                            |

#### Klinikák és tanszékek
A karhoz 29 klinika tartozik.
| Intézet                                                              | Tanszék |
| -------------------------------------------------------------------- | --- |
| Aneszteziológiai és Intenzív Terápiás Intézet                        | Gyermekaneszteziológiai Tanszék Fájdalomterápiás Tanszék Neurointenzív (nem önálló) tanszék Szülészeti Aneszteziológiai Tanszék Intenzív Terápiás Tanszék |
| Bőr-, Nemikórtani és Onkodermatológiai Klinika                       | |
| Érsebészeti Klinika                                                  | |
| Fogászati és Szájsebészeti Klinika                                   | Konzerváló Fogászati és Parodontológiai Tanszék Orális Diagnosztikai Tanszék Arc-, Állcsont és Szájsebészeti Tanszék Gyermek- és Ifjúsági Fogászati Tanszék Fogpótlástani Tanszék |
| Fül-Orr-Gégészeti és Fej-Nyaksebészeti Klinika                       | |
| Gyermekgyógyászati Klinika                                           | Általános Gyermekgyógyászati Tanszék Gyermeksürgősségi és Intenzív Tanszék Csecsemő- és Gyermekneurológiai Tanszék Gyermek- és Ifjúságpszichiátriai Tanszék Gyermek Manuális Tanszék |
| I. sz. Belgyógyászati Klinika                                        | Infektológiai Tanszék Kardiológiai Prevenciós és Rehabilitációs Tanszék Endokrinológiai és Anyagcsere Tanszék Gasztroenterológiai Tanszék Kardiológiai és Angiológiai Tanszék Transzlációs Medicina Tanszék Hematológiai Tanszék Klinikai Farmakológiai (nem önálló) Tanszék Angiológiai (nem önálló) Tanszék Pulmonológia (nem önálló) Tanszék |
| Idegsebészeti Klinika                                                | Neuroradiológiai és Neurointervenciós Tanszék |
| II.sz. Belgyógyászati Klinika és Nephrológiai, Diabetológiai Centrum | |
| Immunológiai és Biotechnológiai Intézet                              | Orvosi Biotechnológia Tanszék |
| Klinikai Gyógyszerészeti Intézet                                     | |
| Laboratóriumi Medicina Intézet                                       | Transzfuziológiai Tanszék Sugárbiológiai Tanszék |
| Neurológiai Klinika                                                  | Klinikai Neurofiziológiai és Epileptológiai Tanszék Klinikai és Kísérletes Neuroimmunológia Tanszék Stroke Tanszék Alvásmedicina Intézeti (nem önálló) Tanszék Mozgászavarok Intézeti (nem önálló) Tanszék |
| Onkoterápiás Intézet                                                 | |
| Ortopédiai Klinika                                                   | |
| Orvosi Genetikai Intézet                                             | |
| Orvosi Képalkotó Klinika                                             | Intervenciós Radiológiai Intézeti Tanszék Nukleáris Medicina nem önálló Tanszék |
| Orvosi Mikrobiológiai és Immunitástani Intézet                       | |
| Orvosi Rehabilitáció és Fizikális Medicina önálló Tanszék            | |
| Patológiai Intézet                                                   | Orális Pathologiai Intézeti Tanszék Neuropatológiai Tanszék |
| Pszichiátriai és Pszichoterápiás Klinika                             | |
| Reumatológiai és Immunológiai Klinika                                | |
| Sebészeti Klinika                                                    | |
| Sürgősségi Klinika                                                   | |
| Szemészeti Klinika                                                   | |
| Szívgyógyászati Klinika                                              | |
| Szülészeti és Nőgyógyászati Klinika                                  | Neonatológia Szülészeti Aneszteziológiai nem önálló Tanszék |
| Traumatológiai és Kézsebészeti Klinika                               | |
| Urológiai Klinika                                                    | Urológiai Molekulár Pathológiai Laboratórium |

## Képzések
Az általános orvos képzés a magyar, valamint az angol és a német programon, nappali tagozaton zajlik, mely 12 szemeszteres.
A fogorvos képzés 10 szemeszteres fogorvosképzés magyar, angol, illetve német képzésben is teljesíthető.
A biotechnológia MSc mesterképzés során okleveles biotechnológusokat képeznek angol nyelven, négy féléven át, akik a gyógyszer-biotechnológia, illetve az orvosi biotechnológia specializációt választhatják.

## Híres diákjai, tanárai

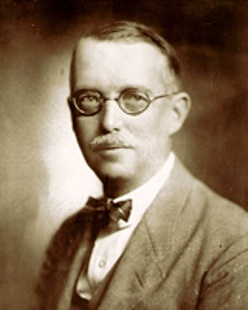
Heim Pál

Az Erzsébet Tudományegyetem pécsi orvosi karán már az alapítást követő negyedszázadban (1923-1947), és az ezt követő évtizedekben is nagy formátumú tanárok, világviszonylatban jegyzett kutatók oktattak.

### Neves professzorok a pécsi orvosképzésben
Heim Pál gyermekgyógyász korát messze megelőző megállapításokra jutott, és kiemelkedő szerepet játszott az anyák és csecsemők védelmére létrehozott Országos Stefánia Szövetségben.
Entz Béla patológust fontos kutatásokat végzett az örökléstan, a fejlődési rendellenességek, a szifilisz és a gümőkór kórokozóinak felderítése terén, és elsők között hangoztatta a leukémia daganatos jellegét.
Környey István neuropatológus, idegsebész kiemelkedő jelentőségű az idegkórtani, az idegbántalmak lokalizációjára vonatkozó munkássága, és sokat tett a korszerű idegsebészeti módszerek magyarországi elterjedéséért.
Kerpel-Fronius Ödön gyermekgyógyász, fiziológus a 20. századi magyarországi gyermekgyógyászat világszerte elismert alakja, aki kutatásaival hozzájárult a csecsemőkori atrófia megelőzéséhez és gyógyításához
Lissák Kálmán neurofiziológus, neuroendokrinológus, agykutató megalapozta a korszerű hazai neuroendokrinológiai, ideg- és magatartás-fiziológiai kutatásokat.

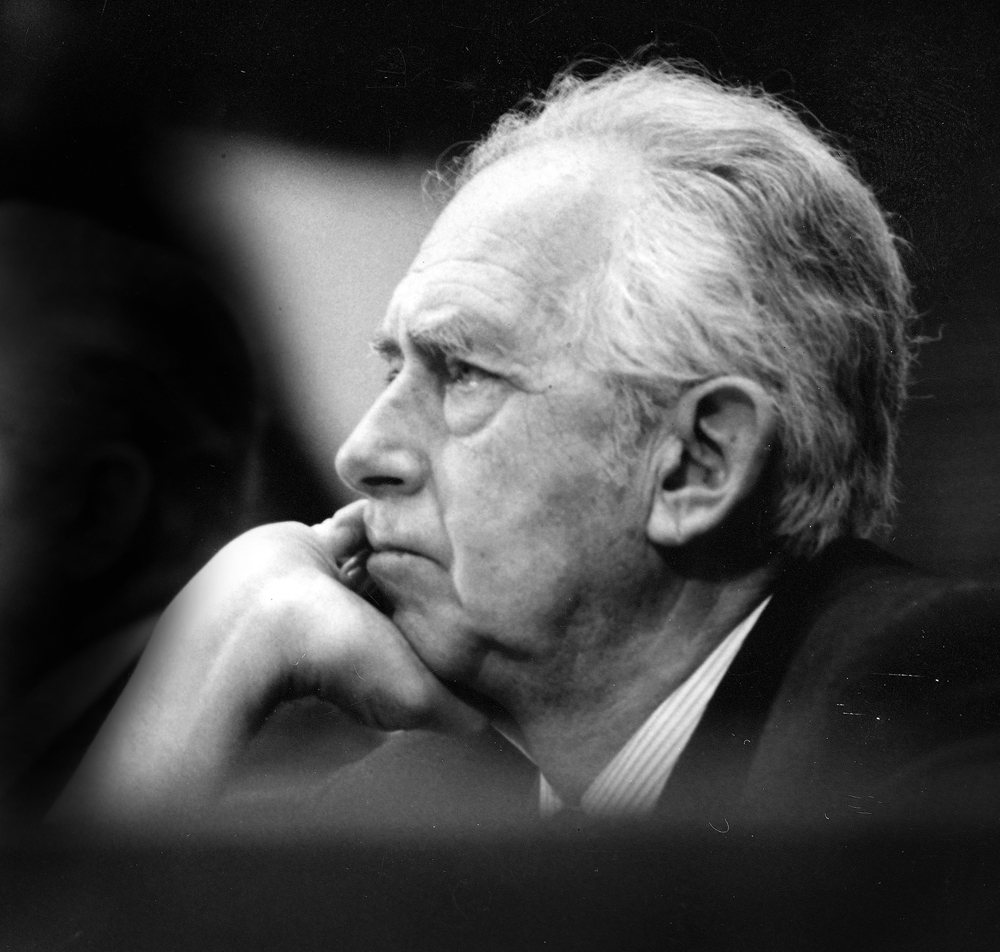
Szentágothai János

Cholnoky László vegyész és gyógyszerész az elsők között vezette be a kromatográfiás módszert a preparatív szerves kémiába.
Donhoffer Szilárd belgyógyász a pécsi orvostudományi képzés egyik legjelentősebb képviselője.
Szentágothai János anatómus, neuroanatómiában elismert szaktekintély a tanszékén kezdték el hazánkban az elektronmikroszkópos agykutatást.
Romhányi György patológus orvosnemzedékek legendás hírű oktatója a szubmikroszkópos kutatás nagy egyénisége.
Pekár Mihály fiziológus nagy érdemeket szerzett a pécsi egyetem elhelyezése terén.
Tigyi József biofizikus az országban elsőként vezette be az orvostanhallgatók kiscsoportos gyakorlati oktatását.
Mess Béla anatómusnak kiemelkedő szerepe volt a tobozmirigy funkciójának kiderítésében és a kronobiológia tudományágának kialakításában.
Halász Béla anatómus, neuroendokrinológus kifejlesztette a Halász-féle kést, megszüntetve általa az agyalapon a szabályozó és a szabályozott terület idegi kapcsolatait.
Grastyán Endre idegfiziológusnak a hippocampus működésével foglalkozó kutatásai úttörő jelentőségűek voltak.

### Neves alumnik

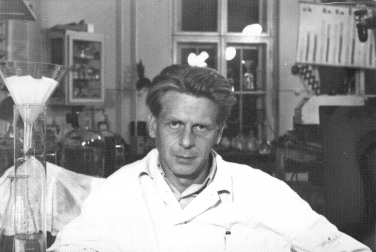
Pórszász János

Buzsáki György két magyar kollégájával együtt 2011-ben kapta meg az idegtudományok legnagyobb elismerésének számító Agy-díjat, 2020 pedig az amerikai Idegtudományi Társaság Ralph W. Gerard-díjával ismerték el kutatói életművét.
Benedek Orsolya a rostocki egyetemre került, és ma is ott dolgozik, az Orvosi Mikrobiológiai, Virológiai és Higiéniai Intézetben (Institut für Medizinische Mikrobiologie, Virologie und Hygiene).
Somogyvári Anikó New Orleansban dolgozik, a Tulane Egyetemen. Ott először alaptudományi, majd klinikai kutatásokat folytatott, később igazgatóként irányította az Onkológiai Intézet Klinikai Kutatási Irodáját.
Pórszász János Los Angelesben, a Lundquist Intézet Rehabilitációs Klinikai Vizsgálati Központjának technikai igazgatójaként dolgozik, akit világszerte elismert kutatóként tartanak számon a terhelésélettan és az obstruktív légúti betegségek vizsgálata területén.
Lovász György egy negyvenágyas elektív sebészeti centrumban főorvos, vezető sebész, valamint a Practice Plus Group Hospitals ortopédiáért felelős klinikaigazgatója.
Lakner Ágnes gyermekgyógyász, és a Chesterfield Royal Hospitalben dolgozik főorvosként.
Merchenthaler István neuroendokrinológus lett, a Marylandi Egyetem professzora, kutatási területe forradalmasíthatja a menopauzális tünetek kezelését.

## Kiemelt események

#### OTDK 37. Orvos- és Egészségtudományi szekció
2025. április 22-25. között tartották a fennállásának 70. évfordulóját ünneplő Országos Tudományos Diákköri Konferencia 37. (OTDK) Orvos- és Egészségtudományi szekcióját a PTE Általános Orvostudományi Karán és Egészségtudományi Karán.
A magyar felsőoktatás tudományos seregszemléje április 22-én regisztrációval és zsűritájékoztatóval indult, a hivatalos, ünnepélyes megnyitóra szerda délelőtt, a rendezvény sajtótájékoztatóját követően került sor. A szekció 79 tagozatában mintegy 1200 hallgató mérte össze tudását. A szerdai versenynap ünnepélyes fogadással, míg a csütörtök a Zsolnay Kulturális Negyedben megtartott OTDK afterpartyval zárult.
Az ünnepélyes díjátadón kiosztották a tagozatok legjobbjainak járó elismeréseket. Átadták továbbá a Pro Scientia Reménység Kitűzőt, illetve a Doktoranduszok Országos Szövetségének (DOSZ) Különdíját is. Végezetül átadták a stafétát a Debreceni Egyetemnek, a 2027-es OTDK Orvos- és Egészségtudományi Szekciójának leendő házigazdájának.